# 车王府曲本
车王府曲本指中国清代某蒙古车王府所收藏的戏曲、曲艺刻本和手抄本的总称。共计约1600余种，4400余册。分戏曲和曲艺两大部分。曲目大部分与通行本不同，有的为孤本流传，不少曲本还记有演出时脚色配置情况，类似演出脚本，因而为研究近代中国戏曲史的珍贵史料。

## 源流
对于车王府曲本来自于哪座车王府，学者们尚有争议。有车臣汗王、车林巴布、车登巴咱尔（那彦图祖父）等说。而現代學者認為「車王」應該是車林巴布，曲本散出王府時大概于中华民国成立後，此時赛盟中左末旗親王為那彥圖，其宅邸被稱為「那王府」而非”車王府”。民国十四年（1925年）秋，为北京孔德学校马廉从书肆购得，刘半农曾见过最早的一批购入曲本，认为其颇有价值。当年秋冬，马廉委托顾颉刚整理。顾当年未能整理完，第二年暑假顾从厦门大学利用回京之便继续整理，基本完成分类目录，分两期刊登在《孔德月刊》上。计1444种，2154册，分类编目，总名为蒙古车王府曲本，藏北京大学图书馆。
1927年日本学者长泽规矩也结识马廉，开始收藏俗曲唱本，引起引发了对于曲本的研究。1928年孔德学校又购得车王府曲本219种，2560册，曲本内容与前一批衔接，用纸、装帧均同，藏首都图书馆。现各处所藏车王府曲本共计约1600余种，4400余册。任中山大学史语所主任的顾颉刚也组织人完成了抄本，今藏于中山大学图书馆。

## 内容
车王府曲本大都是明清两代的作品，尤以清道光至光绪年间的作品居多，绝大多数不署作者姓名，亦未刊刻流传。分戏曲和曲艺两大部分。戏曲有850余种，其中京剧约居半数，次为昆曲，还有皮影戏、木偶戏、高腔、弋阳腔、吹腔、西腔，秦腔等，还有相当数量是不明剧种的。曲艺部分包括子弟书、鼓词、杂曲三类。杂曲中最多的是马头调，其次为岔曲、牌子曲和赶板，再次为快书、莲花落、湖广调、天津调、叹十声、焰口、十二月、太平年等，也有一些是不明腔调的。

## 整理
车王府曲本历经几代学者的研究和整理，但还有很大部分尚未完成。1956年中国曲艺研究会组织人员整理了鼓词《西游记》，题名《说唱西游记》出版。1990年起人民文学出版社开始选择若干种进行校点、排印出版，如鼓词《刘公案》等，已经印出。1991-1993年中山大学出版社陆续出版了《车王府曲本菁华》。